# ارنواز
ارنواز یکی از دو دختر جمشید است که در ابتدا به همسری ضحاک درآمد و پس از پیروزی فریدون بر ضحاک، همسر فریدون شد.

## ارنواز در شاهنامه
پادشاهی جمشید به سبب تغییر اخلاق و رویه در حکومت بخت و اقبال از او برگشت و فرّه‌ایزدی از سیمای او پر کشید. اکابر و بزرگان کشور از وی روی برتافته به جانب ضحاک رو آوردند. چون ضحاک بر تاج و تخت کیان جلوس نمود عمده فعالیت او یافتن جمشید و کشتن او بود چون مادامی که جمشید متواری بود، جلوس او قانونی محسوب نمی‌شد مگر اینکه نسل پادشاهی ایران از روی زمین محو شود.
ضحاک چون بر تخت پادشاهی نشست، گرد او اجتماع کردند و سالیان زیاد حکومت کرد ولی عمده خصائص حکمرانی دوران ضحاک ترویج آئین دروغ و محو راستی در قلمرو او بود جادوگران و دیوان صاحب منصب و اختیار فرزانگان و نیکوکاران در خفا و خطر قرار گرفتند. طبق رسم باستان پادشاه جدید تا ملکه یا بانوی سلطان پیشین را به عقد خود درنمی‌آورد حکومت او رسمیت نداشت فلذا ضحاک دو دختر پادشاه متواری را به عقد خویش درآورد و رسماً پادشاه ایرانیان و تازیان شد.
| شده بر بدی دست دیوان دراز   |  | به نیکی نرفتی سخن جز به راز |
| دو پاکیزه از خانه جمّشید     |  | برون آوریدند لرزان چو بید   |
| که جمشید را هر دو دختر بدند |  | سر بانوان را چو افسر بدند   |
| ز پوشیده رویان یکی شهرناز   |  | دکر پاک‌دامن به نام ارنواز   |

## ارنواز در اوستا
در اوستا نام ارنواز به دیسهٔ «اَرِنَوَک» (اوستایی: 𐬀𐬭𐬆𐬥𐬀𐬎𐬎𐬀𐬐 /arənavak/) در بندهای ۱۳ و ۱۴ گوش‌یشت (درواسپ یشت) دیده می‌شود. آمده ست که فریدون برای ایزد گوش قربانی نموده و از او درخواست که به ضحاک غلبه کند و دو زنش را به نام‌های «سَنْگْهَوَک» (اوستایی:𐬯𐬀𐬢𐬵𐬀𐬎𐬎𐬀𐬐 /saŋhavak/) و «اَرِنَوَک» (اوستایی:𐬀𐬭𐬆𐬥𐬀𐬎𐬎𐬀𐬐 /arənavak/) را که برای زادآوری دارای بهترین بدن و از برای خانه‌داری برازنده هستند؛ از وی برباید. در بندهای ۲۳ از رام‌یشت و در بندهای ۳۳ تا ۳۵ از ارد یشت باز فریدون از برای فرشتگان ویو (هوا) و ارد (دارایی) فدیه می‌آورد تا بر ضحاک چیرگی یافته و دو زنش را برباید. برای نمونه در بند ۱۴ گوش‌یشت آمده ست:
«𐬛𐬀𐬰𐬛𐬌. 𐬨𐬈. 𐬬𐬀𐬢𐬎𐬵𐬌. 𐬯𐬆𐬎𐬎𐬌𐬱𐬙𐬈. 𐬛𐬭𐬎𐬎𐬁𐬯𐬞𐬈. 𐬙𐬀𐬝. 𐬁𐬌𐬌𐬀𐬞𐬙𐬆𐬨𐬿 𐬫𐬀𐬝. 𐬠𐬀𐬎𐬎𐬁𐬥𐬌. 𐬀𐬌𐬡𐬌-𐬬𐬀𐬥𐬌𐬌𐬃. 𐬀𐬲𐬍𐬨. 𐬛𐬀𐬵𐬁𐬐𐬆𐬨. 𐬚𐬭𐬌𐬰𐬀𐬟𐬀𐬥𐬆𐬨. 𐬚𐬭𐬌𐬐𐬀𐬨𐬆𐬭𐬆𐬜𐬆𐬨. 𐬑𐬴𐬎𐬎𐬀𐬱𐬀𐬴𐬍𐬨. 𐬵𐬀𐬰𐬀𐬢𐬭𐬀-𐬫𐬀𐬊𐬑𐬱𐬙𐬍𐬨. 𐬀𐬱𐬀𐬊𐬘𐬀𐬢𐬵𐬆𐬨. 𐬛𐬀𐬉𐬎𐬎𐬍𐬨. 𐬛𐬭𐬎𐬘𐬆𐬨. 𐬀𐬖𐬆𐬨. 𐬟𐬭𐬀𐬗𐬀. 𐬐𐬆𐬭𐬆𐬧𐬙𐬀𐬝. 𐬀𐬢𐬭𐬋. 𐬨𐬀𐬌𐬥𐬌𐬌𐬎𐬱. 𐬀𐬎𐬎𐬀. 𐬫𐬅𐬨. 𐬀𐬯𐬙𐬎𐬎𐬀𐬌𐬙𐬍𐬨. 𐬔𐬀𐬉𐬚𐬅𐬨. 𐬨𐬀𐬵𐬭𐬐𐬁𐬌. 𐬀𐬴𐬀𐬵𐬈. 𐬔𐬀𐬉𐬚𐬀𐬥𐬀𐬅𐬨𐬺 𐬎𐬙𐬀. 𐬵𐬈. 𐬬𐬀𐬧𐬙𐬀. 𐬀𐬰𐬁𐬥𐬌. 𐬯𐬀𐬢𐬵𐬀𐬎𐬎𐬁𐬗𐬌. 𐬀𐬭𐬆𐬥𐬀𐬎𐬎𐬁𐬗𐬌. 𐬫𐬋𐬌. 𐬵𐬆𐬥. 𐬐𐬆𐬵𐬭𐬞𐬀. 𐬯𐬭𐬀𐬉𐬱𐬙𐬀. 𐬰𐬀𐬰𐬁𐬙𐬇𐬈. 𐬔𐬀𐬉𐬚𐬌𐬌𐬁𐬌𐬙𐬀. 𐬫𐬋𐬌. 𐬀𐬠𐬛𐬋𐬙𐬆𐬨𐬈𐬺»
kazki. me. vaŋuhi. səvište. drvāspe. taț. āyaptəm.
«این کامیابی را بمن ده ای نیک ای تواناترین درواسپ که من به اژی دهاک (ضحاک) سه‌پوزه سه‌کله، شش چشم هزار چستی و چالاکی دارنده پیروزی یابم. باین دیو دروغ بسیار قوی که آسیب مردمان است باین خبیث و قوی‌ترین دروغی که اهریمن بر ضد جهان مادی بیافرید تا جهان راستی را از آن تباه سازد و که من هر دو زنش را بربایم هر دو را سنگهوک و ارنوک که از برای زادآوری دارای بهترین بدن می‌باشند هر دو را که از برای خانه‌داری برازنده هستند.»